# GI CLASSIC WINDS
GI CLASSIC WINDS（ジーワンクラシックウィンズ）は、コナミのメダルゲームで、競馬ゲームとして1996年に発売された。
後継機であるGI CLASSIC WINDS EX（ジーワンクラシックウィンズイーエックス）は1998年に発売された。
この2つの機種の違いはレーシングプログラムと馬名と音楽、実況だけで、GI CLASSIC WINDS EXはシステム的には全く一緒のマイナーチェンジ版である。

## 概要
1995年（EXは1997年）のJRAレーシングプログラムに基づき、実在の芝の重賞レースを循環させてゲームを進めている。それに伴い、左回り右回り・内回り外回りを忠実に再現している。馬・騎手の名前はもじってある。GIIIは6頭立て、GIIは7頭立て、GIは8頭立てである。トラックフィールドの真上には3連モニターがあり、本日の高配当・本日の順位予想高配当などを表示している。

## ゲーム内容
中央のトラックフィールドを取り囲むようにして10席のステーションがあり、そこでゲームを行う。ゲームは、馬券ゲーム、順位予想ゲーム、出馬ゲームの3つを同時に楽しむことができる。
- 馬券ゲーム
単勝、馬連の2タイプの馬券からなり、単勝は2.0倍〜99.9倍、馬連は2.0倍〜999.9倍までである。

- 順位予想ゲーム
1着から5着までの順位を予想する。15コマ以内で3つ以上着順を当てれば配当が貰える。人気が拮抗していると配当が高く、予想する点数が多いほど配当が下がる。

- 出馬ゲーム
1レースごとに3頭の馬がオークションに出ており、買うことができる。馬は年齢・性別があり、出走できるレースが限られている。レースの登録料はない。1レースに全てのステーションで3頭までしか出走できない。2着以内に入賞すれば配当が貰えるが、着外の場合には馬の所有権を失う。複数頭所持していても出馬を指示できるのは1頭のみである。またボーナスポイント制度があり、馬券・順位予想の配当がそのままポイントとなり、1000ポイント貯まると馬が1頭貰える。馬は選ぶことができない。馬は5頭までストックできる。調教・配合は一切ないが、後継機のGI LEADING SIREに影響を与えたほど、人気があるゲームである。GI CLASSIC WINDSにて特定のレースに出走すると、ハイセイコーやフレッシュボイスなど1994年までに引退した馬が登場することがある。

## 関連記事
- GI CLASSIC
- GI CLASSIC EX
- GI LEADING SIRE
- GI WINNING SIRE
- GI TURFWILD

## 公式サイト
【製品紹介】G1 Classic Winds

【製品紹介】G1 Classic Winds EX リンクにBGMが聞けるサウンドルームあり